# Mistrzostwa Świata Juniorów w Narciarstwie Klasycznym 1996
Mistrzostwa Świata Juniorów w Narciarstwie Klasycznym 1996 – zawody sportowe, które odbyły się w dniach 29 stycznia–4 lutego 1996 r. we włoskim Asiago. Podczas mistrzostw zawodnicy rywalizowali w 8 konkurencjach, w trzech dyscyplinach klasycznych: skokach narciarskich, kombinacji norweskiej oraz w biegach narciarskich. W tabeli medalowej zwyciężyła reprezentacja Rosji, zdobywając 3 złote i 1 brązowy medal. Najwięcej medali wywalczyli Finowie – 5, w tym 2 złote, 1 srebrny i 2 brązowe. 

## Program
29 stycznia
- Kombinacja norweska - skocznia normalna, 15 kilometrów indywidualnie (M)

30 stycznia
- Skoki narciarskie - skocznia normalna indywidualnie (M)
- Kombinacja norweska - skocznia normalna, 5 kilometrów drużynowo (M)

31 stycznia
- Biegi narciarskie - 5 kilometrów (K), 10 kilometrów (M)

1 lutego
- Skoki narciarskie - skocznia normalna drużynowo (M)

2 lutego
- Biegi narciarskie - sztafeta 4x5 kilometrów (K), 4x10 kilometrów (M)

4 lutego
- Biegi narciarskie - 15 kilometrów (K), 30 kilometrów (M)

## Medaliści

### Biegi narciarskie
Mężczyźni
| Konkurencja                      | Data             | Złoto                                                                       | Srebro                                                                | Brąz                                                                         |
| -------------------------------- | ---------------- | --------------------------------------------------------------------------- | --------------------------------------------------------------------- | ---------------------------------------------------------------------------- |
| Bieg na 30 km techniką dowolną   | 4 lutego 1996    | Fabio Santus                                                                | Per Elofsson                                                          | Martin Bajčičák                                                              |
| Bieg na 10 km techniką klasyczną | 31 stycznia 1996 | Per Elofsson                                                                | Martin Bajčičák                                                       | Bruno Carrara                                                                |
| Bieg sztafetowy 4x10 km          | 2 lutego 1996    | Rosja Witalij Dienisow · Michaił Iwanow · Wiktor Szutkin · Władimir Wilisow | Włochy Mirko Penasa · Bruno Carrara · Cristian Saracco · Fabio Santus | Szwecja Nicklas Jacobsson · Stefan Dahlsten · Tobias Långberg · Per Elofsson |

Kobiety
| Konkurencja                     | Data             | Złoto                                                                      | Srebro                                                        | Brąz                                                                            |
| ------------------------------- | ---------------- | -------------------------------------------------------------------------- | ------------------------------------------------------------- | ------------------------------------------------------------------------------- |
| Bieg na 15 km technika dowolną  | 4 lutego 1996    | Julija Czepałowa                                                           | Kristina Šmigun                                               | Sanna Virtanen                                                                  |
| Bieg na 5 km techniką klasyczną | 31 stycznia 1996 | Maija Puukilainen                                                          | Kristina Šmigun                                               | Julija Czepałowa                                                                |
| Bieg sztafetowy 4x5 km          | 2 lutego 1996    | Rosja Marina Łajska · Olga Szebołkina · Jelena Arbutowa · Julija Czepałowa | Niemcy Ramona Roth · Isabel Klaus · Sigrid Lang · Lena Erhard | Finlandia Elina Pienimäki · Maija Puukilainen · Salla Juntunen · Sanna Virtanen |

### Skoki narciarskie
Mężczyźni
| Konkurencja                       | Data             | Złoto                                                                | Srebro                                                                          | Brąz                                                                 |
| --------------------------------- | ---------------- | -------------------------------------------------------------------- | ------------------------------------------------------------------------------- | -------------------------------------------------------------------- |
| Skocznia normalna - indywidualnie | 30 stycznia 1996 | Michael Uhrmann                                                      | Primož Peterka                                                                  | Andreas Küttel                                                       |
| Skocznia normalna - drużynowo     | 1 lutego 1996    | Niemcy Frank Reichel · Kai Bracht · Michael Uhrmann · Alexander Herr | Austria Michael Kury · Markus Eigentler · Martin Zimmermann · Karl-Heinz Dorner | Słowenia Matija Stegnar · Jaka Grosar · Peter Žonta · Primož Peterka |

### Kombinacja norweska
Mężczyźni
| Konkurencja                                      | Data             | Złoto                                                             | Srebro                                                | Brąz                                                  |
| ------------------------------------------------ | ---------------- | ----------------------------------------------------------------- | ----------------------------------------------------- | ----------------------------------------------------- |
| Skocznia normalna, bieg na 10 km - indywidualnie | 29 stycznia 1996 | Todd Lodwick                                                      | Hannu Manninen                                        | Felix Gottwald                                        |
| Skocznia normalna, bieg na 3x5 km - drużynowo    | 30 stycznia 1996 | Norwegia Sverre Rotevatn · Preben Fjære Brynemo · Kristian Hammer | Francja Ludovic Roux · Jean-Marc Mougel · Nicolas Bal | Słowenia Igor Cuznar · Rolando Kaligaro · Roman Perko |

## Tabela medalowa
| Klasyfikacja medalowa | Klasyfikacja medalowa | Klasyfikacja medalowa | Klasyfikacja medalowa | Klasyfikacja medalowa | Klasyfikacja medalowa |
| Lp.                   | Państwo               | złoto                 | srebro                | brąz                  | złoto · srebro · brąz |
| --------------------- | --------------------- | --------------------- | --------------------- | --------------------- | --------------------- |
| 1.                    | Rosja                 | 3                     | 0                     | 1                     | 4                     |
| 2.                    | Finlandia             | 2                     | 1                     | 2                     | 5                     |
| 3.                    | Szwecja               | 1                     | 1                     | 1                     | 3                     |
| 3.                    | Włochy                | 1                     | 1                     | 1                     | 3                     |
| 5.                    | Niemcy                | 1                     | 1                     | 0                     | 2                     |
| 6                     | Norwegia              | 1                     | 0                     | 0                     | 1                     |
| 6                     | Stany Zjednoczone     | 1                     | 0                     | 0                     | 1                     |
| 8.                    | Estonia               | 0                     | 2                     | 0                     | 2                     |
| 9.                    | Słowenia              | 0                     | 1                     | 2                     | 3                     |
| 10.                   | Austria               | 0                     | 1                     | 1                     | 2                     |
| 10.                   | Słowacja              | 0                     | 1                     | 1                     | 2                     |
| 12.                   | Francja               | 0                     | 1                     | 0                     | 1                     |
| 13.                   | Szwajcaria            | 0                     | 0                     | 1                     | 1                     |